# کتلین (جورجیا)
کتلین (به انگلیسی: Kathleen) یک منطقهٔ مسکونی در ایالات متحده آمریکا است که در شهرستان هیوستون، جورجیا واقع شده‌است. کتلین ۱۰۰٫۵۹ متر بالاتر از سطح دریا واقع شده‌است.